# Bitva u Libčan
Bitva u Libčan či též bitva u Libšan/Libišan byla menším válečným střetem mezi oddíly umírněných husitů loajálních hejtmanovi Divišovi Bořkovi z Miletínka vedené Bohušem z Libčan a jednotek radikálních husitů (sirotků) vedených patrně Zdislavem Mnichem z Roudnice z husitského města Hradec Králové v závěrečné fázi husitských válek. Odehrála se 30. ledna 1437 v prostoru u obce Libčany a zdejší tvrze nedaleko Hradce ve východních Čechách a skončila porážkou hradeckého vojska. Byla tak poslední větší vojenskou akcí hradeckých radikálních husitů před jejich svržením v březnu téhož roku.

## Pozadí
V květnu 1434 byli radikální husité poraženi v bitvě u Lipan a umírněná část hnutí pak začala jednat o uznání autority římského císaře a českého krále Zikmunda Lucemburského. Roku 1436 pak v Čechách zůstávaly dvě hlavní základny sirotků: hrad Sion Jana Roháče z Dubé a Hradec Králové pod vedením kališnického kněžího Ambrože Hradeckého. Hradečtí v očekávání útoku povolali družinu Zdislava Mnicha z Roudnice, Ambrož také nařídil stržení tří kostelů na Pražském předměstí, aby nemohly být využity jako přístřešky útočící armády.
V listopadu 1436 nařídil císař Zikmund město podrobit. K obléhání se vydala výprava pod velením Diviše Bořka z Miletínka, vítěze od Lipan, Viléma Kostky z Postupic a Jana Parduse z Vratkova. Oba voje dorazily k městu a 6. listopadu rozbili svá ležení: Diviš z Miletínka v Plačicích; Kostka a Pardus se se svými muži utábořili mezi Malým a Velkým Chválenským kopcem u Vysoké nad Labem. Hradečtí sirotci pod vedením velitele městské posádky Zdislava Mnicha z Roudnice se rozhodli k rychlému a rozhodnému výpadu proti pochodem znavenému vojsku dříve, než stihne učinit přípravy pro obléhání a v noci ze 6. na 7. listopadu provedly úspěšný výpad u Vysoké nad Labem, při kterém byl zabit Vilém Kostka a zbylá obléhací vojska byla nucena se stáhnout. Byla však v okolí Hradce nadále přítomna k dalším akcím.

## Pravděpodobný proběh střetnutí
O událostech u Libčic (někdy obec uváděna také jako Libšany či Libišany) informuje několik soudobých kronik, např. Staré letopisy české, a následně také práce některých pozdějších historických publikací, např. obsáhlá Česko-moravská kronika z 2. poloviny 19. století.
Záminkou pro hradecký útok na libčanskou tvrz byl vyvolán událostí z 1. ledna 1437, kdy oddíly Diviše Bořka z Miletínka napadly hradecké zbrojnoše, kteří se vydali do nedalekých lesů kvůli sběru dřeva, při kterém se hradecké povedlo připravit o přibližně 300 koní. Hradečtí velitelé posléze rozhodli o odvetné akci spočívající v útoku na tvrz v Libčanech, kryjící hlavní západní přístupovou cestu k městu, tj. ve směru od Prahy. Městská posádka, vedená zřejmě velitelem posádky Zdislavem Mnichem z Roudnice, k Libčanům vytáhla 30. ledna v počtu několika set, maximálně jednoho tisíce, mužů, ozbrojená mj. velkým obléhacím dělem. Obranou libčanské tvrze byl pověřen zdejší nižší svobodný pán Bohuš z Libčan, který se rozhodl proti útočícímu nepříteli podniknout výpad z tvrze a zaútočit na něj v poli. Tento útok byl nakonec úspěšný, hradečtí byli donuceni se stáhnout zpět za hradby města a Bohušovým mužům se dokonce povedlo ukořistit obléhací dělo, které prchající radikálové nestačili odvézt.
Přesné zprávy o počtech padlých nejsou dochovány, lze však předpokládat, že hradečtí husité v bitvě utrpěli znatelné ztráty. Střetu této velikosti se v dobovém kontextu mohlo celkově účastnit několik set, maximálně několik tisíc bojovníků.

## Důsledky
Škody a bojové neúspěchy z ledna 1437 vedly k růstu nespokojenosti s autoritou Ambrože z Hradce. Sám městský hejtman Zdislav Mnich z Roudnice začal v únoru tajně vyjednávat s přívrženci krále Zikmunda o Ambrožově svržení. 6. března vypuklo ve městě povstání, hradečtí Ambrože a kněze Jakuba Vlka zajali, jeho přívržence vypudili z města a smířili se se Zikmundem. Ambrož pak našel útočiště před pronásledováním v Kolíně, kde v roce 1439 zemřel. Poslední místo odporu radikálních husitů bylo zlomeno při obléhání hradu Sion a jeho hájitelé, včetně Jana Roháče z Dubé, byli v Praze popraveni.
O tři čtvrtě roku později, okolo sv. Havla (16. října), 1437 sebral jistý Čert, služebník Jana Parduse z Vrátkova, a přátelé kněze Ambrože vojáky a pokusili se o znovudobytí Hradce Králové. Byli však od hradeckých přemoženi, a na útěku utonulo v Labi na brodě u Vysoké nejméně 23 vojáků, mezi kterými byl i jejich velitel Čert. Hradečtí několik utonulých a nahých těl přivezli do města a pochovali je za mosty na občinách.